# Sam Coppola
Sam Coppola (Jersey City, 31 juli 1932 – Leonia, 5 februari 2012) was een Amerikaanse acteur.
Coppola heeft in 70 films gespeeld, maar is het bekendst van zijn rol in Saturday Night Fever.

## Filmografie
- No Way to Treat a Lady (1968)
- Interplay (1970)
- The Gang That Couldn't Shoot Straight (1971)
- The Anderson Tapes (1971)
- Serpico (1973)
- Mr. Inside/Mr. Outside (1973)
- Honor Thy Father (1973)
- Crazy Joe (1974)
- Death Journey (1976)
- Saturday Night Fever (1977)
- King of the Gypsies (1978, niet op aftiteling)
- Fingers (1978)
- King Crab (1980)
- Hardhat and Legs (1980)
- The $5.20 an Hour Dream (1980)
- A Question of Honor (1982)
- Without a Trace (1983)
- Fatal Attraction (1987)
- Cat & Mousse (1987)
- Internal Affairs (1988)
- Zits (1988)
- She's Back (1989)
- Blue Steel (1989)
- Jacob's Ladder (1990)
- Street Hunter (1990)
- Murder in Black and White (1990)
- Dead and Alive: The Race for Gus Farace (1991)
- A Kiss Before Dying (1991)
- Citizen Cohn (1992)
- The Bruce Diet (1992)
- Money for Nothing (1993)
- Joey Breaker (1993)
- The Counterfeit Contessa (1994)
- Palookaville (1995)
- Cagney & Lacey: True Convictions (1996)
- The Deli (1997)
- Path to Paradise: The Untold Story of the World Trade Center Bombing (1997)
- Witness to the Mob (1998)
- A Wake in Providence (1999)
- Sally (2000)
- Blue Moon (2000)
- The Big Heist (2001)
- Friends and Family (2001)
- Empire (2002)
- Nola (2003)
- Heavy Petting (2007)
- House of Satisfaction (2008)
- Run It (2009)
- Ben Again (2009)
- Reunion (2009)

## Tv-series
- N.Y.P.D. (1969)
- Primus (1971)
- 1976 Ryan's Hope (1975)
- The Equalizer (1986)
- 2004 Law & Order (1991)
- Crossroads (1992)
- Due South (1995)
- The Practice (1997)
- The Sopranos (1999)
- Wonderland (2000)
- Law & Order (2001 en 2002)
- The Jury (2004)
- Queens Supreme (2004)
- The Wire (2006)
- Mercy (2010)
- The Good Wife (2011)